# فیل مور (موسیقی‌دان جاز)
فیل مور (انگلیسی: Phil Moore؛ ۲۰ فوریهٔ ۱۹۱۸ – ۱۳ مهٔ ۱۹۸۷) تنظیم‌کننده و پیانیست جاز آمریکایی بود. او یتیم و در بیمارستانی در پورتلند، اورگن گذاشته شد. او در مدرسه کورنیش و دانشگاه واشینگتن در سیاتل تحصیل کرد. هنگامی که مور ۱۳ ساله بود، در بارهای غیرقانونی و سالن‌های کوچک در پورتلند پیانو می‌نواخت.